# Buglio in Monte
Buglio in Monte est une commune italienne de la province de Sondrio, dans la région Lombardie.

## Administration
| Période                                  | Période | Identité          | Étiquette | Qualité |
| ---------------------------------------- | ------- | ----------------- | --------- | ------- |
| 2013                                     |         | Valter Sterlocchi |           |         |
| Les données manquantes sont à compléter. |         |                   |           |         |

### Communes limitrophes
Ardenno, Berbenno di Valtellina, Chiesa in Valmalenco, Colorina, Forcola, Torre di Santa Maria, Val Masino